# Ашик-Керіб
«Ашик-Керіб» — художній фільм (драма), знятий режисерами Давидом Абашидзе і Сергієм Параджановим на кіностудії Грузія-фільм у 1988 році.
Фільм присвячується пам'яті Андрія Тарковського.

## Історія створення і прокату
«Ашик-Керіб» став останнім завершеним кінофільмом Сергія Параджанова, наступний фільм 1990 року «Сповідь» не був завершений.
Фільм не випускали в широкий прокат. Параджанов представив його на кінофестивалях у Голландії, Німеччині (Мюнхенський кінофестиваль) і Венеції. Тільки після участі в міжнародних кінофестивалях фільму було видане прокатне посвідчення.
У 1988 році в Москву приїжджав представник Каннського кінофестивалю Робер Фавр Л'Бре. Він хотів взяти «Ашик-Керіб» у конкурсну програму кінофестивалю, але фільм до того часу не був готовий. Інші два десятки фільмів, які були відібрані та запропоновані йому, Робера Фавр Л'Бре не зацікавили.
Під час першої церемонії вручення «Європейського Оскара» (листопад 1988 року, Західний Берлін) фільм «Ашик-Керіб» був номінований за категорією Найкращий режисер і отримав спеціальний приз за найкраще художнє оформлення кінострічки.
Коли фільм показували на 45 Венеціанському кінофестивалі, то він не був включений у конкурсну програму через те, що до цього його показували на Мюнхенському кінофестивалі. Журі Венеціанського кінофестивалю звернулося в Американську кіноакадемію з проханням висунути фільм Параджанова на одержання кінопремії «Оскар».

## Сюжет
Фільм знятий за мотивами однойменної поеми Михайла Лермонтова, написаної на основі азербайджанського дастану.
Бідняк Ашик-Керіб грає на сазі на весіллях та інших святах. Він покохав Магуль-Мегері — дочку багача. Ашик-Керіб клянеться мандрувати сім років і стати багатим або померти.
Суперник краде одяг Ашик-Керіба. Інші персонажі думають, що Ашик-Керіб потонув. Мати Ашик-Керіба від виплаканих сліз втрачає зір. Його суперник все наполегливіше домагається руки Магуль-Магері.
Бідний музикант потрапляє до султана і співає йому про свою любов. Султану дуже подобається ця пісня, і він обдаровує Ашик-Керіба золотом. Сім років він живе у достатку та майже забув свою наречену.
Після чудесної зустрічі з таємничим вершником на білому коні Ашик-Керіб отримує можливість за допомогою чарівного засобу виконати будь-яке бажання. Він переноситься у своє рідне поселення, опинившись на весіллі забраної у нього коханої та людини, яка винна у нещастях, що трапилися з Ашик-Керібом.
У домі багача його висміюють, дізнавшись про те, що Ашик-Керіб запевняє своїх слухачів, ніби вмить подолав далеку дорогу, на яку потрібно було звичайно не один день шляху.
Розлючений жених погрожує вбити Ашик-Керіба. Той на доказ правдивості своїх слів просить привести на весільне застілля свою осліплу матір. Вбиту горем жінку, яка впевнена у смерті сина, приводять у кімнату, де зібралися гості. Ашик-Керіб проводить по незрячих очах матері білою хусткою і до неї повертається зір.
Посоромлений суперник утікає, а Ашик-Керіб святкує перемогу і, перевдягений у білосніжний одяг, готується до весілля зі своєю коханою.

## В ролях
- Юрій Мгоян — Ашик-Керіб
- Софіко Чіаурелі — мати
- Рамаз Чхиквадзе — Алі-ага
- Костянтин Степанков — вчитель
- Варвара Двалішвілі — сестра
- Вероніка Метонідзе
- Давид Абашидзе
- Тамаз Вашакідзе
- Давид Довлатян
- Нодар Дугладзе
- Леван Натрошвілі
- Георгій Овакімян
- В'ячеслав Степанян
- Зураб Кіпшидзе — читає російський текст

## Творці фільму
- Режисери: Сергій Параджанов, Давид Абашидзе
- Сценарист: Гія Бадрідзе
- Оператор: Альберт Явурян
- Музика: Джаваншир Кулієв
- В ролях: Давид Абашидзе, Софіко Чіаурелі, Рамаз Чхіквадзе, Зураб Кіпшидзе, Костянтин Степанков, Юрій Мгоян
- Художник: Шота Гоголашвілі, Георгій Алексі-Месхишвілі, Микола Сандукелі
- Звукорежисер: Гаррі Кунцев
- Виконання пісень: Алім Гасімов
- Хореограф: С. Алексідзе

## Призи
- Приз «Європейський кіноприз-88» (на першій церемонії вручення) — художникам фільму Г. Алексі-Месхишвілі, Н. Сандукелі, Ш. Гоголашвілі.
- Приз «Ніка-89» — найкращому ігровому фільму, режисерам, оператору, художнику по костюмах (С. Параджанову). «Ашик-Керіб» став одним із 2 неросійськомовних фільмів, які отримали головну нагороду за «Найкращий фільм» на цій кінопремії.